# Уетзъл (окръг, Западна Вирджиния)
Окръг Уетзъл (на английски: Wetzel County) е окръг в щата Западна Вирджиния, Съединени американски щати. Площта му е 935 km², а населението – 16 422 души (2012). Административен център е град Ню Мартинсвил.